# Лапский район
Лапский район (бел. Лапскі раён) — район, существовавший в Белостокской области Белорусской ССР в 1940—1944 годах. Центр — город Лапы.

## История
Лапский район был образован 15 января 1940 года на части территории упразднённых Белостокского и Высокомазовецкого уездов Белостокской области Указом Президиума Верховного Совета СССР.
К 1 января 1941 года район включал город Лапы, посёлок городского типа Соколы и 15 сельсоветов.
В 1941—1944 годах территория района была оккупирована немецкими войсками.
20 сентября 1944 года Лапский район, как и большая часть территории всей Белостокской области, был передан СССР в состав Польши.

## СМИ
В районе на русском и польском языках издавалась газета «Искра»/«Iskra».